# スーパー魂斗羅 エイリアンの逆襲
『スーパー魂斗羅 エイリアンの逆襲』（スーパーコントラ エイリアンのぎゃくしゅう、英題：Super Contra）は、コナミが開発し1988年より稼働開始したアーケード用アクションシューティングゲーム。『魂斗羅』シリーズの第2作にあたる。
1990年に発売されたファミリーコンピュータ移植版のタイトルは、日本では副題のない『スーパー魂斗羅』、北米では『Super C』、欧州では『Probotector II: Return of the Evil Forces』となっている。その他、様々なプラットフォームに移植されている。

## 概要
1987年に発売された『魂斗羅』の続編。前作では序盤は謎の軍隊との戦いで、終盤にてその正体がエイリアンということが判明したが、本作では序盤からエイリアンが正体を隠さずに登場する。
前作はサイドビューの横スクロール、奥方向への疑似3Dステージ、サイドビューの縦スクロールと3種類のステージがあったが、本作ではサイドビューの横スクロールステージ（坂道があり上下にも若干スクロールする）とトップビューの縦スクロールステージの2種類に大別される。トップビューのステージではジャンプや伏せができず、ジャンプボタンでシェルを使用する（使用回数に制限あり）。
ステージ中、特定の場所でカプセルが飛来し、これを打ち落とすとパワーアップアイテムが落ちてくる。同じ武器を2度取るとさらにパワーアップするようになったり、ジャンプ中にレバー上下で高さを調節できたりといった変更がなされている。これに伴いラピッドビレッツは廃止された。

## 設定

### ストーリー
ガルカ諸島を拠点にしていたレッド・ファルコン軍の正体は、エイリアンであった。そのエイリアンたちをビルとランスら2人の「魂斗羅」が倒してから、1年が過ぎた。
西暦2634年12月、再びエイリアンたちが地球を襲う。「魂斗羅」は再びエイリアンを倒すため、ヘリコプターに乗って出撃する。

### ステージ構成
STAGE1「連邦軍施設跡」
エイリアンに占領された連邦軍の跡地。ボスは「ヘリコプター」4つの砲台を装備した「CH-47」のような形をしたヘリコプター（FC版では普通のヘリのような形になっている）、後ろのハッチから兵隊（そのうち一人は銃を持っている）を放つ。撃破すると右側に画面がスクロールし兵士と土嚢で守られたコアが現れる。
STAGE 2「連邦軍基地内」
連邦軍の基地、この面は縦スクロール面、基地の内部には中ボスの如く三方位に弾を発射する戦車が待ち構えている、ボスは磁力重装甲車「マグナス」3つの砲台を持つ巨大戦車、中央部に上下に動くチェーンから電流を放つがAC版は当たり判定は無い。
STAGE 3「密林ジャングル」
密林のジャングル、茂みの中に銃を持った兵士が待ち構えてたり、地面から砲台が出るなどと難易度も少し高くなる。ボスは陰獣魔神像「デルゲルベス」中央に巨大な龍のような顔を持つ像、第一形態は中央部から芋虫のようなものを降らし攻撃する、中央部を破壊すると龍の口から球状の球を放つ。
STAGE4「エイリアン1」
エイリアンの巣窟、無数の素早い走りをするエイリアンが登場する。中ボスである骨塊無重力艦「ギララル」は左右のハッチから頭蓋骨のようなものを放つ。ボスは「マザーエイリアン（仮名）」プレイヤーに近づいて長い舌で攻撃する。なお後者はFC版には登場しない。
STAGE 5「エイリアン2」
「マザーエイリアン」撃破後にプレイヤーが向かった横の穴の内部、こちらも2面同様縦スクロール面、道中床から口のようなものが生えて来たり、攻撃を遮るように回転する顔が出てくる。
ボスは天王鬼「ギャバ」、第一形態は3つの顔の龍の外見だが、破壊すると本体とも言える龍の頭が出る（それと同時に左右の穴から龍が出る）

## 移植版

### 一覧
| No. | タイトル                                                         | 発売日                                     | 対応機種                                           | 開発元                  | 発売元     | メディア                                | 型式                               | 売上本数 | 備考 |
| --- | ---------------------------------------------------------------- | ------------------------------------------ | -------------------------------------------------- | ----------------------- | ---------- | --------------------------------------- | ---------------------------------- | -------- | --- |
| 1   | スーパー魂斗羅 Super C Probotector II: Return of the Evil Forces | 1990年2月2日 1990年4月 1992年              | ファミリーコンピュータ                             | コナミ開発2課           | コナミ     | 2メガビットロムカセット                 | KDS-UE NES-UE NES-PD               | -        | |
| 2   | Super C                                                          | 1990年                                     | Amiga PC/AT互換機                                  | コナミ                  | コナミ     | フロッピーディスク                      | -                                  | -        | |
| 3   | Konami Collector's Series Castlevania & Contra                   | 2002年11月16日                             | Windows                                            | コナミ                  | コナミ     | CD-ROM                                  | -                                  | -        | NES版の移植 |
| 4   | スーパー魂斗羅                                                   | 2007年7月25日                              | Xbox 360 (Xbox Live Arcade)                        | -                       | KDE        | ダウンロード                            | -                                  | -        | アーケード版の移植                                                                                                  |
| 5   | スーパー魂斗羅 Super C Probotector II: Return of the Evil Forces | 2007年8月27日 2007年10月12日 2008年2月12日 | Wii                                                | -                       | KDE        | ダウンロード （バーチャルコンソール）   | -                                  | -        | ファミリーコンピュータ版の移植                                                                                      |
| 6   | Super魂斗羅                                                      | 2008年3月5日                               | FOMA900i/703iシリーズ以降 （iアプリ）              | KDE                     | KDE        | ダウンロード （コナミネットDX）         | -                                  | -        | アーケード版の移植                                                                                                  |
| 7   | Contra 4 魂斗羅デュアルスピリッツ                                | 2007年11月13日 2008年3月13日               | ニンテンドーDS                                     | WayForward Technologies | KDE        | ゲームカード                            | NTR-TCTE-USA NTR-P-YCTJ (RY079-J1) | -        | NES版の移植 |
| 8   | 魂斗羅デュアルスピリッツ コナミ・ザ・ベスト                      | 2009年3月12日                              | ニンテンドーDS                                     | WayForward Technologies | KDE        | ゲームカード                            | NTR-P-YCTJ (RY079-J2)              | -        | 廉価版 |
| 9   | Konami Classics Vol.1                                            | 2009年12月15日                             | Xbox 360                                           | -                       | KDE        | DVD-ROM                                 | 30085                              | -        | アーケード版の移植                                                                                                  |
| 10  | SUPER魂斗羅                                                      | 2012年10月10日                             | ニンテンドー3DS                                    | -                       | KDE        | ダウンロード （バーチャルコンソール）   | -                                  | -        | ファミリーコンピュータ版の移植                                                                                      |
| 11  | SUPER魂斗羅                                                      | 2014年3月5日                               | Wii U                                              | -                       | KDE        | ダウンロード （バーチャルコンソール）   | -                                  | -        | ファミリーコンピュータ版の移植                                                                                      |
| 12  | 魂斗羅 アニバーサリーコレクション                                | 2019年6月12日                              | PlayStation 4 Xbox One Nintendo Switch PC（Steam） | M2                      | KDE        | ダウンロード                            | -                                  | -        | アーケード版、ファミリーコンピュータ版を収録 アップデートにより英語アーケード版(Super Contra)、NES版(Super C)が追加 |
| 13  | SUPER魂斗羅 エイリアンの逆襲                                     | 2024年1月18日                              | PlayStation 4 Nintendo Switch                      | -                       | ハムスター | ダウンロード （アーケードアーカイブス） | -                                  | -        | アーケード版の移植 海外版『SUPER CONTRA』も収録                                                                     |

### ファミリーコンピュータ版

#### 概要
1990年に発売されたアレンジ移植版で、タイトルもサブタイトルのない『Super魂斗羅』になっている。ハードの性能差から色数は少なくなり、同時発音数も少なくなっている他、アーケード版とは異なり横画面になっている。また、アーケード版にあった2段階パワーアップやジャンプ高度の調整は削除されている。パワーアップアイテムはイニシャルに羽のついたもので、ファミリーコンピュータ版『魂斗羅』のシステムに近い。イニシャルがないものは、画面内の敵を全滅させる効果を持つパワーアップの種類が若干異なるほか、ステージ構成も異なる。一部のステージやボスが削除され、代わりにオリジナルキャラクターやステージが追加されている。総じて移植版というよりは新作に近い内容になっている。
北米版（NES）のタイトルは『Super C』。ヨーロッパおよびオーストラリア版は『Probotector II: Return of the Evil Forces（プロボテクター2 リターン オブ ジ イビル フォーシス）』となっており、敵も味方もロボットに変更されている。

#### アイテム
ノーマルガン
ゲーム開始時、もしくはミスした直後に持っている武器。3連射まで可能だが、威力は低い。
マシンガン
オートで4連射が可能。イニシャルはM。威力はそれなりだが、きちんと狙えば十分実用に耐え得る。
スプレッドガン
イニシャルはS。一度の射撃で放射状に5発の弾を発射する。攻撃範囲がとても広く、ゲーム内屈指の使い勝手と威力を誇る。
ファイア・ボール
イニシャルはF。敵や障害物に当たると4方向に破裂する。ため打ちも可能であり、その場合は8方向に弾が拡散する。威力は絶大。
レーザーガン
イニシャルはL。貫通力のあるレーザーを発射する。威力は高いが連射ができない。
ラビット・ビレッツ
前述のとおりファミコン版のみに登場するアイテム。イニシャルはR。弾の飛ぶ速度がアップする。レーザーガンに対しては効果がない。
バリア
イニシャルはB。取るとプレーヤーの体が点滅し、しばらくの間敵や弾に対して完全に無敵になる。

### アーケードアーカイブス版
アーケード版の忠実移植。国内版と海外版を収録。「こだわり設定」ではゲームスピードの調整と使用キャラクターの切り替えが可能。

## スタッフ
アーケード版
- ディレクター、ライター：辻本英之
- アシスタント・ディレクター：K.WADA
- アソシエイト・ディレクター：S.FUJIWARA、近藤隆司
- プロダクション・サウンド・ミキサー：Y.UNO
- 音楽：村岡一樹、古川元亮
- アート・ディレクター：中村健吾
- セット・ディレクター：M.SUGITA
- タイトル：H.TAKANASHI、N.ISHII
- メイクアップ・スーパーバイザー：M.MORIYAMA
- コンセプチュアル・アーティスト：神保隆司
- エレクトロニクス・デザイン：K.HASHIMA
- パブリシティ・スーパーバイザー：F.SHIBUYA
- スチール撮影：J.TANAKA
- 翻訳：K.HAYASHI
- プロデューサー：廣下宏治

ファミリーコンピュータ版
- プログラマー：梅崎重治
- グラフィック・デザイン：村木摂
- サウンド・デザイン：前沢秀憲、坂倉雄一
- スペシャル・サンクス：霜出健治、SUPER C TEAM
- ディレクター：梅ちゃんチーム

## 評価
ファミリーコンピュータ版
ゲーム誌『ファミコン通信』の「クロスレビュー」では合計25点（満40点）、『ファミリーコンピュータMagazine』の読者投票による「ゲーム通信簿」での評価は以下の通り20.40点（満30点）となっている。
| 項目 | キャラクタ | 音楽 | 操作性 | 熱中度 | お買得度 | オリジナリティ | 総合  |
| 得点 | 3.39       | 3.51 | 3.57   | 3.60   | 3.26     | 3.07           | 20.40 |